# Wachwitz

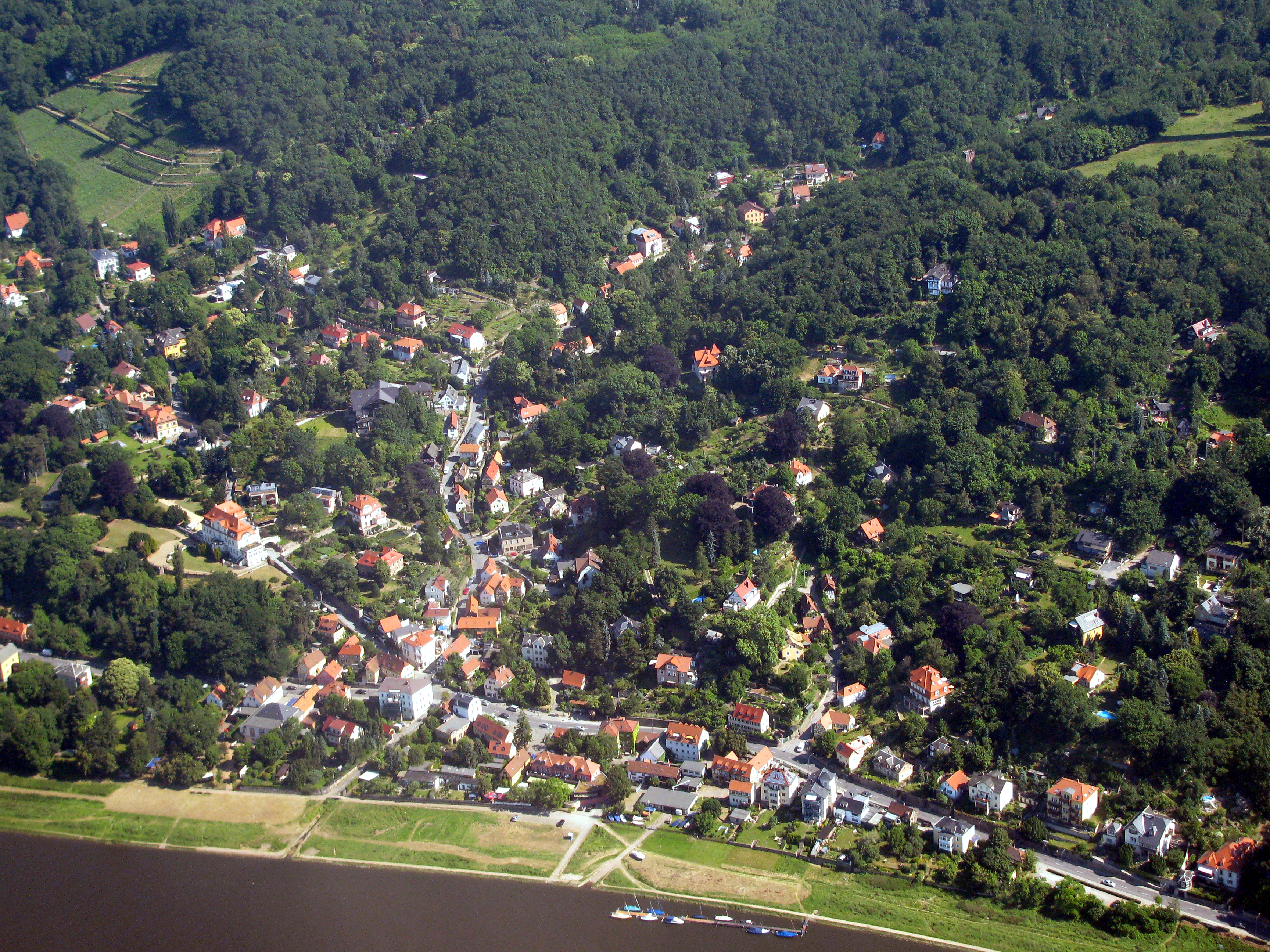
Luftaufnahme von Wachwitz

Wachwitz ist ein Stadtteil von Dresden. Es bildet gemeinsam mit Loschwitz den statistischen Stadtteil Loschwitz/Wachwitz und gehört darin zum Stadtbezirk Loschwitz. Wachwitz liegt direkt an der Elbe an den Dresdner Elbhängen rechts des Flusses. Es ist in seiner gesamten Struktur dörflich erhalten. Direkt über Wachwitz erhebt sich der Dresdner Fernsehturm.

## Lage
Wachwitz liegt etwa siebeneinhalb Kilometer flussaufwärts der Dresdner Innenstadt zwischen Loschwitz und Niederpoyritz auf dem Elbhang. Durch Wachwitz verlaufen der Wachwitzbach und die Pillnitzer Landstraße (Staatsstraße 167). Als eines der alten Fischerdörfer an der Elbe war es mit seinem alten Dorfkern von 2004 bis zur Aberkennung des Welterbe-Titels 2009 Bestandteil des Weltkulturerbes Dresdner Elbtal. Auf der anderen Elbseite liegen Tolkewitz und Laubegast Wachwitz gegenüber.

## Geschichte
Die Siedlung von Wachwitz wurde einst auf dem Schuttkegel des in die Elbe mündenden Wachwitzbaches gegründet. 1350 wurde Wachwitz im Lehnbuch Friedrich des Strengen erstmals als „wachwicz“ erwähnt. Im 19. Jahrhundert siedelten sich (vor allem auf ehemaligen Weinbergsfluren) Fabrikanten, Staatsbeamte, Maler und Dichter an.
Seit 1824 entstand der Königliche Weinberg zu Wachwitz. 1893 wurde das untere Schloss anstelle der bereits vorher vorhandenen Sommervilla erbaut. Das weithin sichtbare obere Schloss Wachwitz wurde zwischen 1934 und 1936 errichtet.
Am 23. März 1839 fand infolge der Sächsische Landgemeindeordnung von 1838 die erste Wahl eines Gemeindevorstandes statt, der ab 1901 den Titel Bürgermeister trug. 1901 wurde das Gemeindeamt eröffnet, das bis zur Eingemeindung 1930 als solches genutzt wurde, danach Postamt war und heute ein privates Wohnhaus ist.

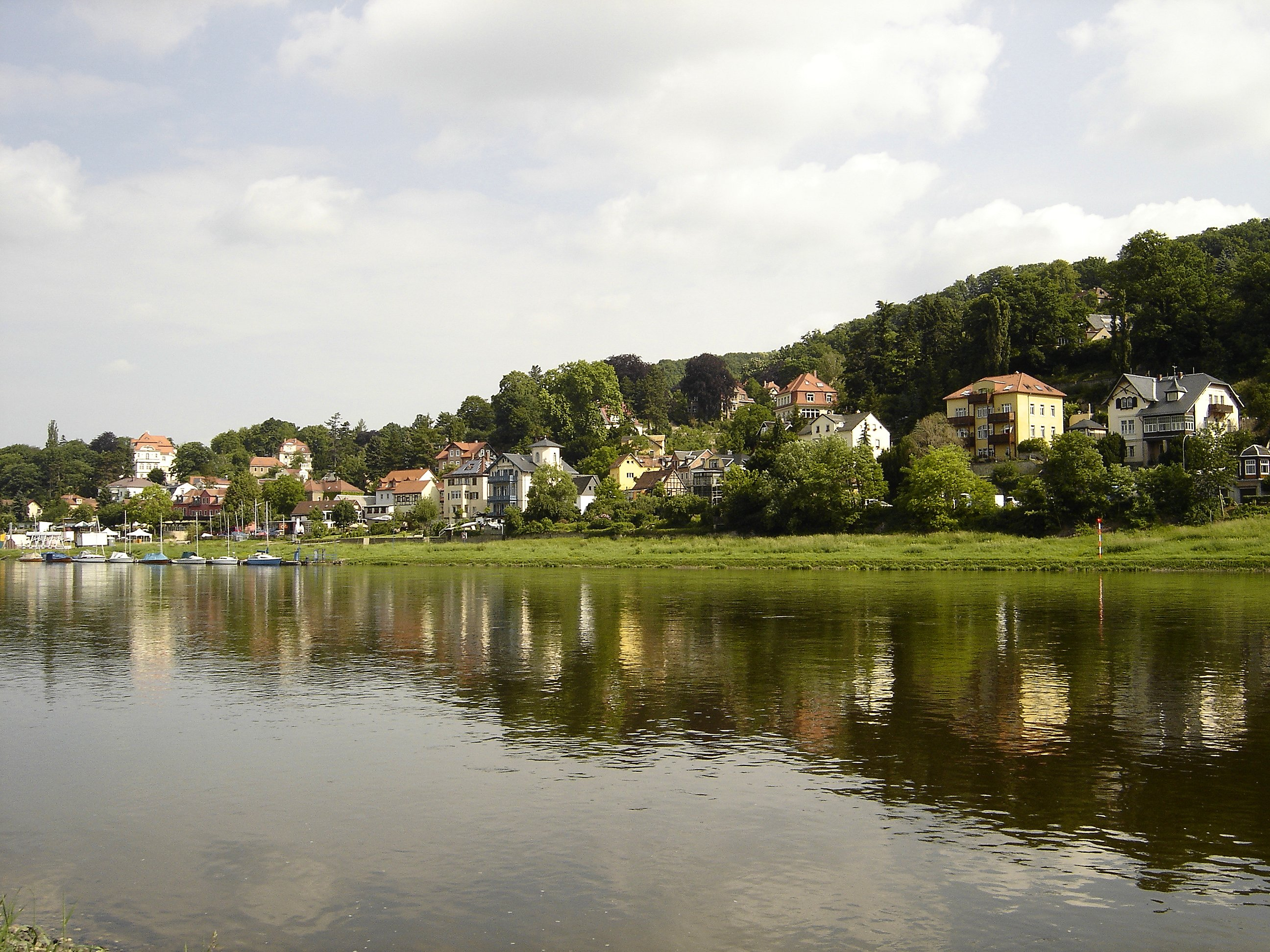
Elbufer in Wachwitz
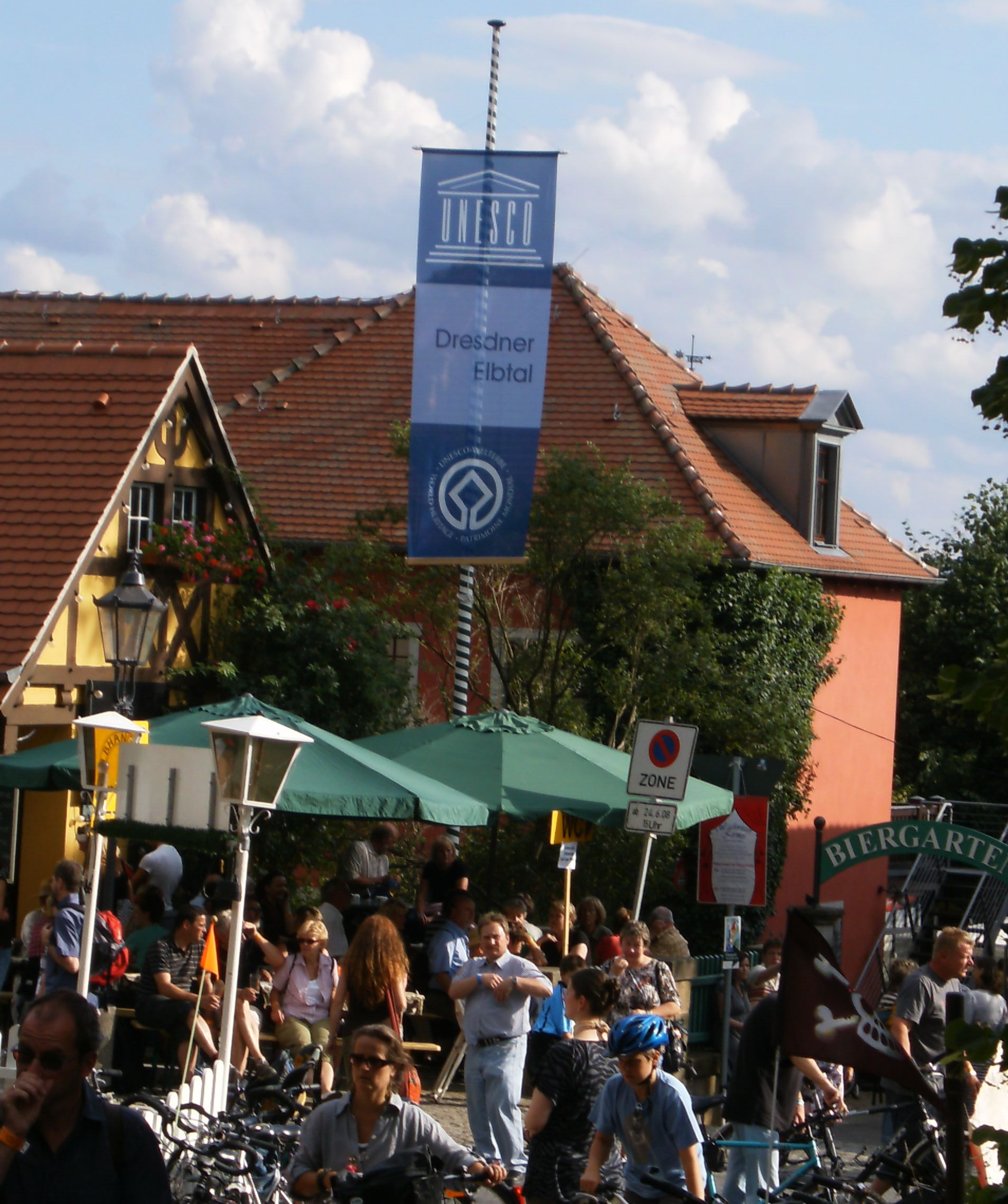
Wachwitzer Dorfkern beim Elbhangfest (2008)
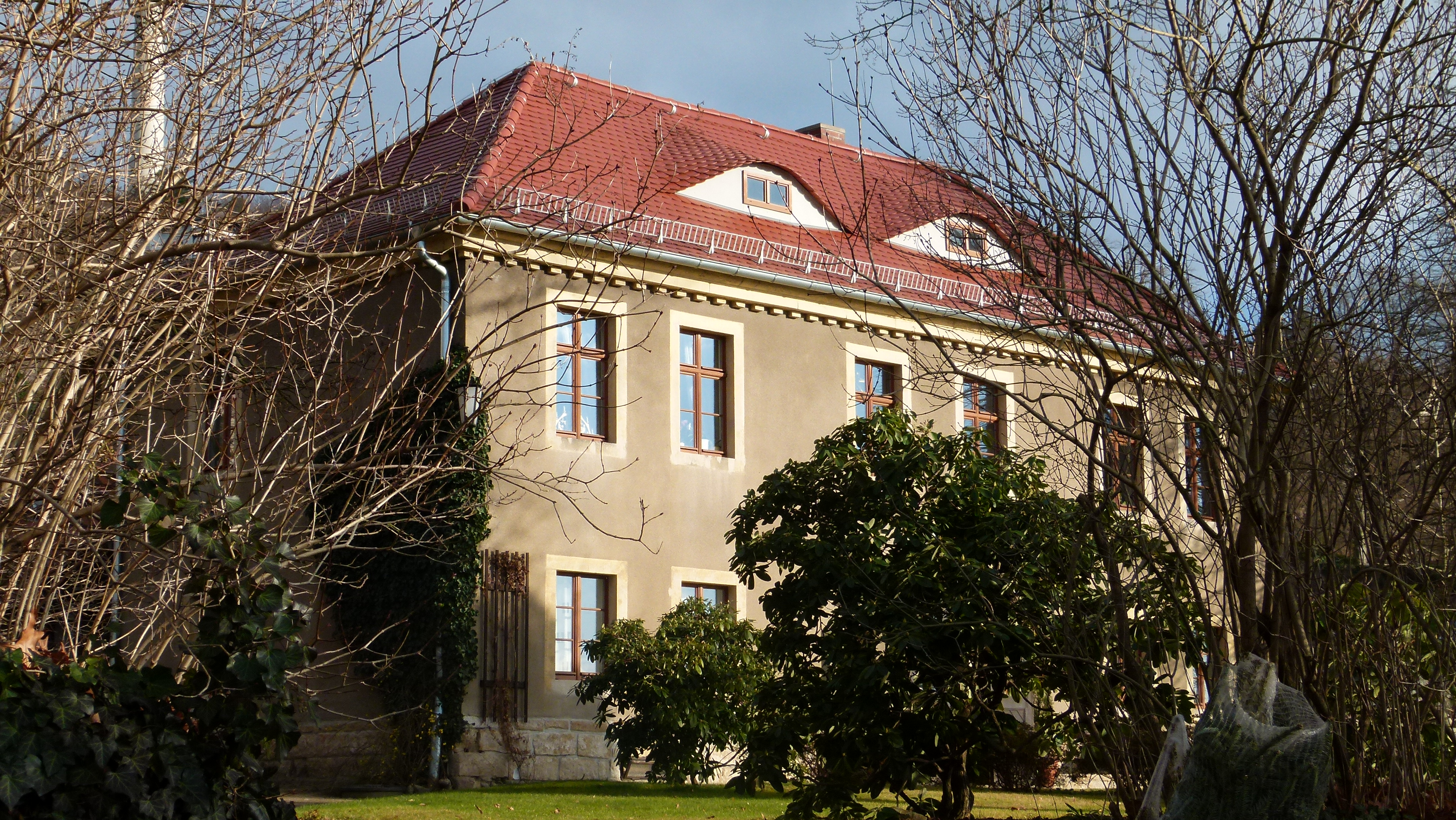
Sommerhaus des Malers Woldemar Hottenroth
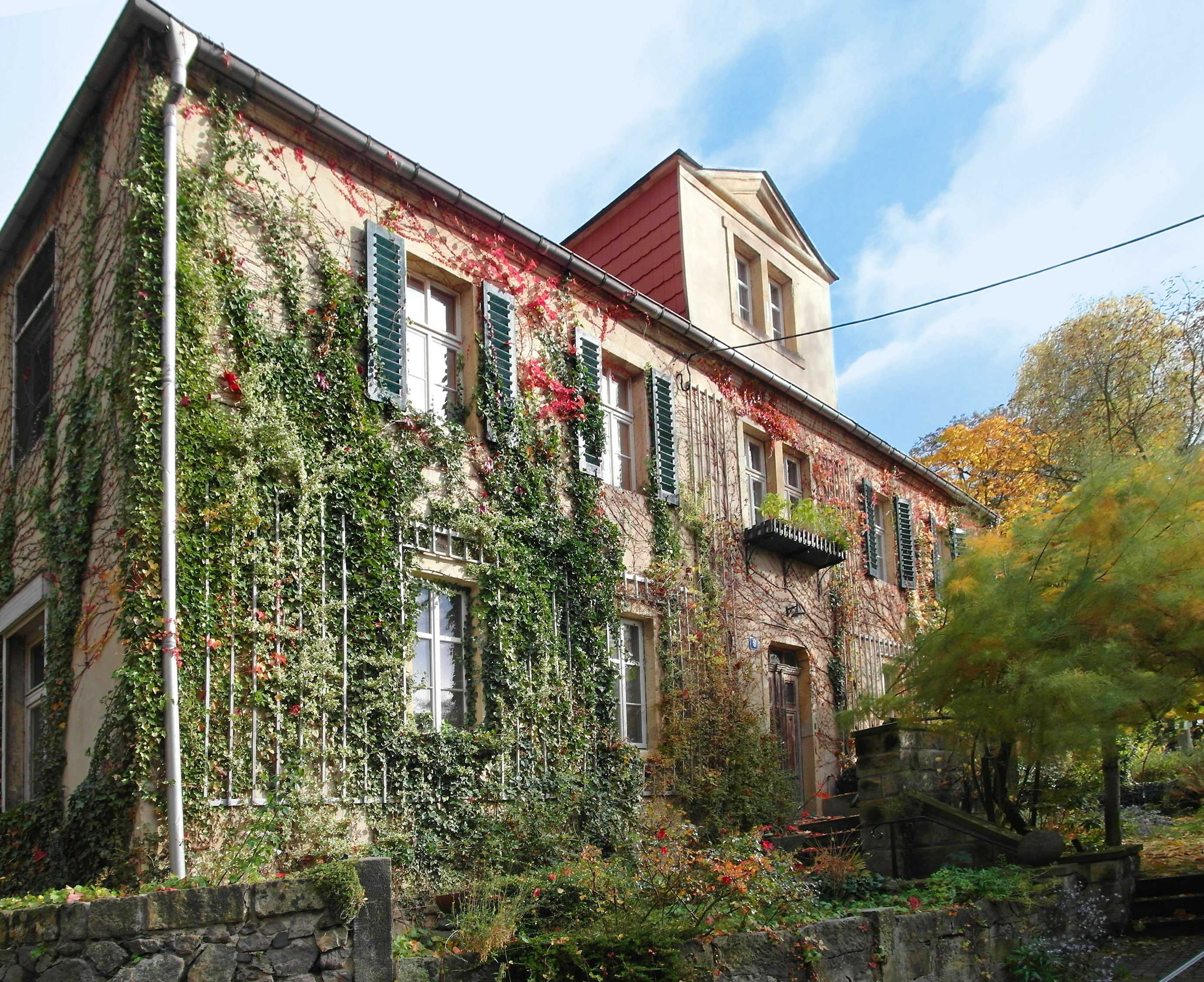
Alte Schule Wachwitz
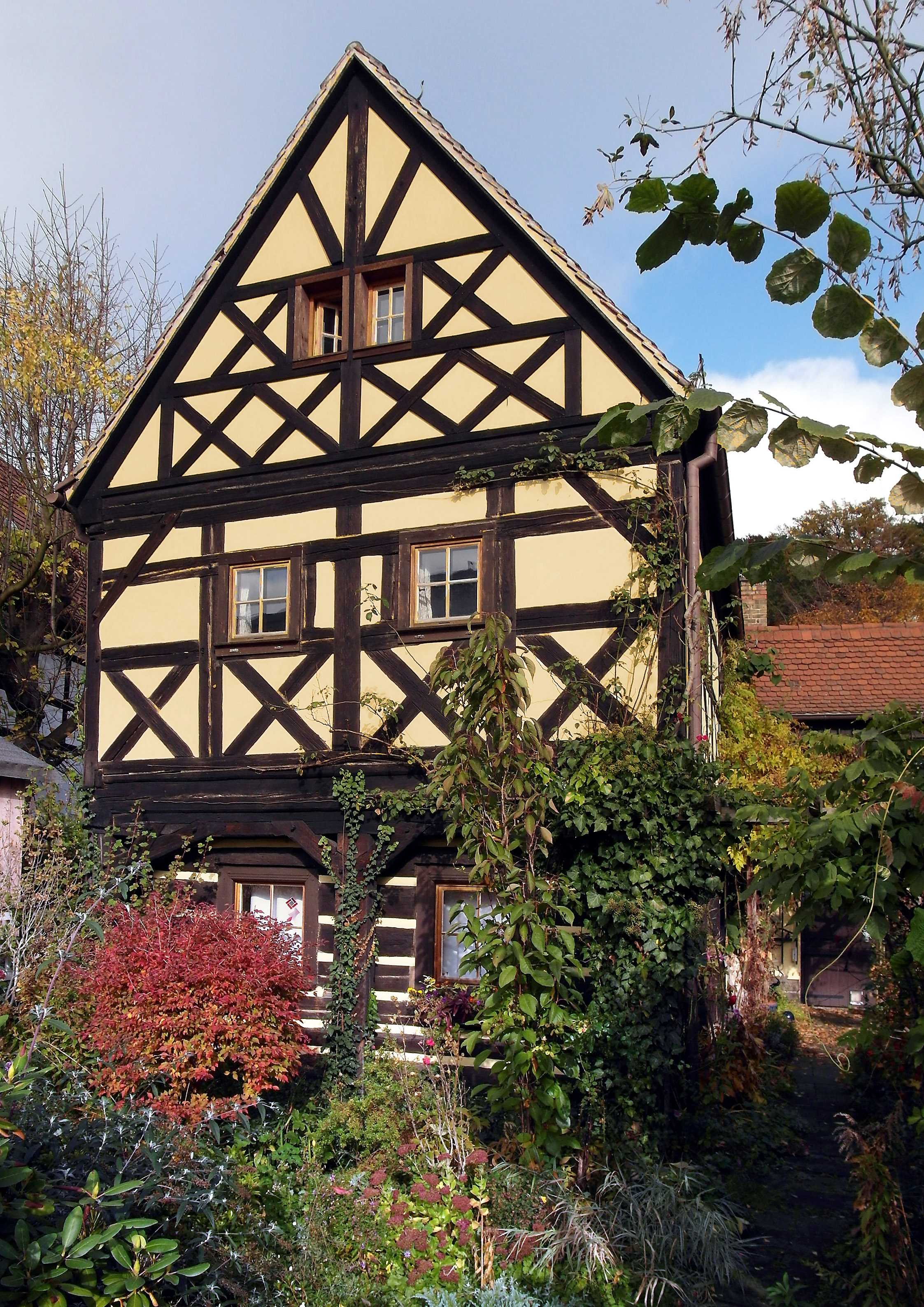
Umgebindehaus Altwachwitz 5
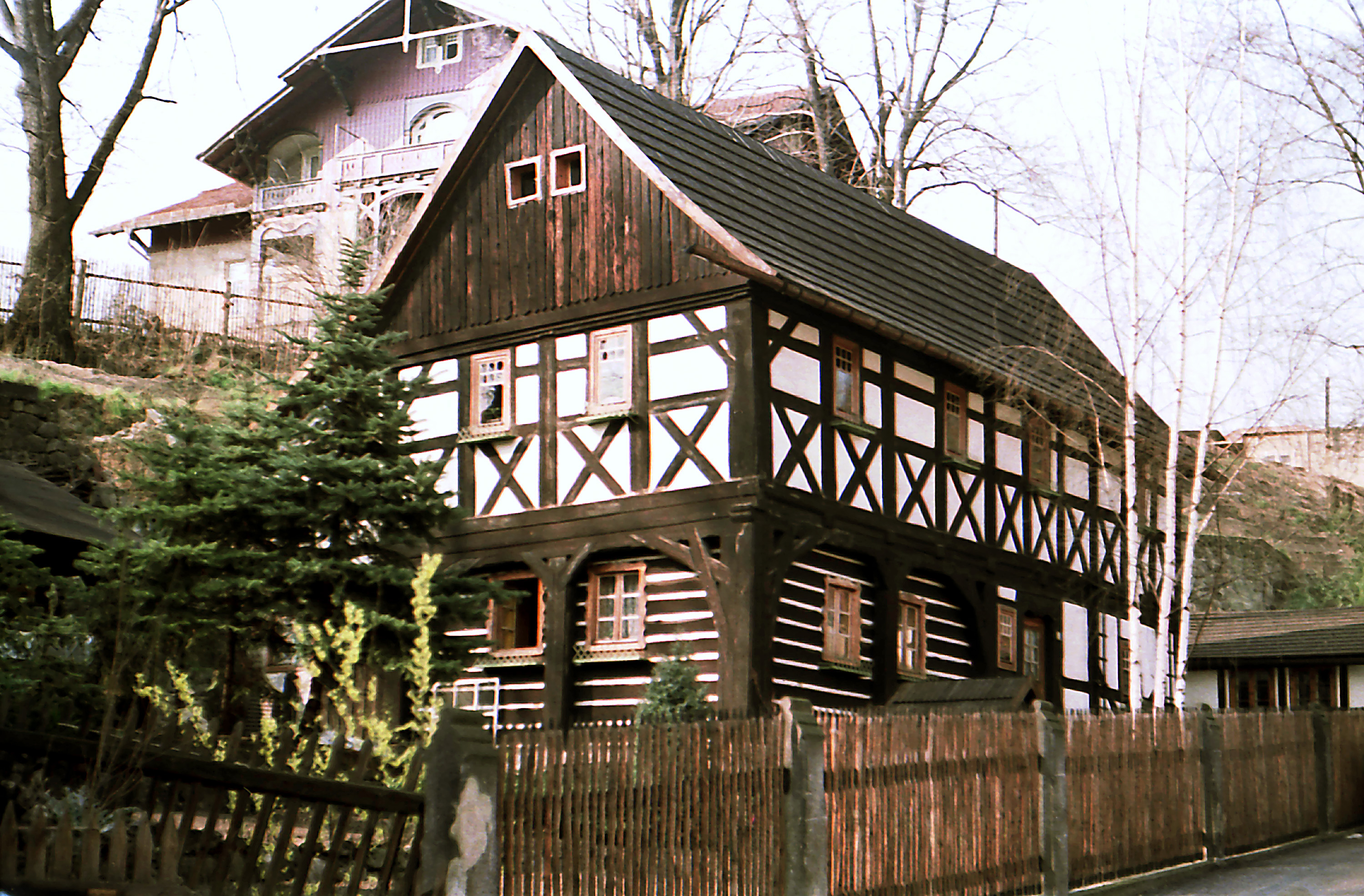
Umgebindehaus Wachwitzgrund 13

Die beiden Umgebindehäuser von Wachwitz (Altwachwitz 5 und Wachwitzgrund 13) gelten als die am westlichsten gelegenen Häuser dieses Typs in der Lausitz.

## Sehenswürdigkeiten
- Schloss Wachwitz mit dem Rhododendron-Park Wachwitz
- Liste der Kulturdenkmale in Wachwitz

## Persönlichkeiten

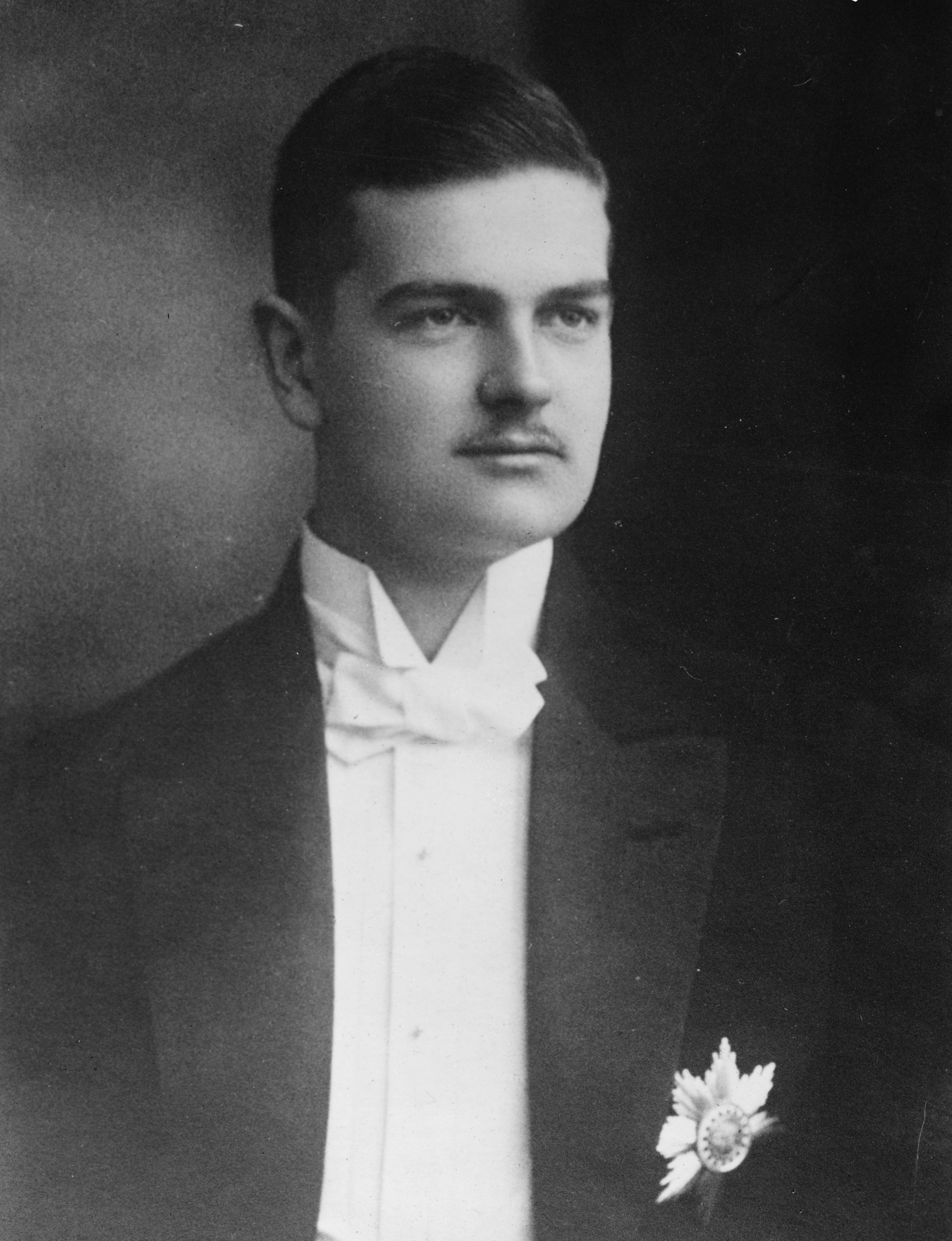
Friedrich Christian von Sachsen lebte von 1937 bis 1945 auf Schloss Wachwitz

### Gebürtige Wachwitzer
- Carl Heinrich Hübler (1822–1893), Hornist und Komponist
- Theodor Schäfer (1850–1932), Lehrer und Heimatforscher im Gebirgsverein für die Sächsische Schweiz
- Max Arlt (1876–1933), Architekt und Sozialreformer
- Otto Reuter (1886–1922), Flugzeugkonstrukteur
- Horst Wolfram Geißler (1893–1983), Schriftsteller

### Mit Wachwitz verbunden
- Wolf Heinrich von Baudissin (1789–1878), Diplomat und Schriftsteller
- Woldemar Hottenroth (1802–1894), Maler, Vertreter der Dresdner Spätromantik
- Robert Waldmüller (1822–1910), Schriftsteller und Maler
- Otto Mohr (1835–1918), Ingenieur und Baustatiker
- Konrad Wilhelm von Rüger (1837–1916), Jurist und Politiker
- Woldemar von Reichenbach (1845–1914), Maler
- Johann Edmund Hottenroth (1855–1937), Oberst, Schriftsteller und Archivar
- Hans Fährmann (1860–1940), Komponist und Organist
- Woldemar Müller (1860–1928), Volkskundler und Zeichner
- Rudolf Heubner (1867–1967), Jurist und Schriftsteller
- Osmar Schindler (1867–1927), Maler
- Hans Wolfgang Singer (1867–1957), Kunsthistoriker
- Josef Johann Horschik (1874–1955), Schriftsteller
- Kurt Beyer (1881–1952), Bauingenieur
- Robert Spies (1886–1914), Maler und Bildhauer
- Kurt Bärbig (1889–1968), Architekt
- Rolf Engert (1889–1962), Schriftsteller
- Edmund Schuchardt (1889–1972), Architekt
- Karl Schütte (1891–1977), Klarinettenvirtuose
- Otto Schubert (1892–1970), Maler und Grafiker
- Friedrich Christian von Sachsen (1893–1968), sächsischer Prinz
- Albert Herold (1894–1974), Maler und Grafiker
- Hans Jüchser (1894–1977), Maler und Grafiker
- Manfred Koch (1901–1972), Schmetterlingskundler
- Hilde Rakebrand (1901–1991), Malerin
- Hans Theo Richter (1902–1969), Maler und Grafiker
- Gerd Seifert (* 1962), ehemaliger Fußballspieler, Gastwirt